# Benjamin Tyler Henry
Benjamin Tyler Henry (Claremont (New Hampshire), 22 marzo 1821 – Claremont (New Hampshire), 8 giugno 1898) è stato un inventore statunitense che costruì per primo il fucile a ripetizione chiamato Henry rifle.

## Biografia
Henry venne assunto da Oliver Winchester alla New Haven Arms Company, nei tardi anni 1850, per migliorare il fucile a ripetizione Volcanic. Il 16 ottobre 1860, ottenne il brevetto per il fucile a ripetizione Henry calibro 44, che ben presto dimostrò il valore dello sparo a ripetizione sui campi di battaglia della guerra di secessione, dove i fucili Henry vennero usati assieme ai moschetti Springfield Model 1861. Il primo fucile Henry, ad essere costruito per usi militari, vide la luce a metà del 1862.
Benjamin Tyler Henry continuò a lavorare per la Winchester Repeating Arms Company almeno fino al 1873.